# Kínai viráglonc
A kínai viráglonc vagy szépségcserje a loncfélék családjába tartozó monotipikus Kolkwitzia nemzetség egyetlen faja. Lombhullató, Közép-Kínából származó cserje. A latin amabilis a fajnévben kedveset, bájosat jelent.

## Megjelenése
A kínai viráglonc ívesen hajló ágakkal rendelkező cserje, világosbarna, látványosan hámló kéreggel. Elérheti a 3 méteres magasságot és szélességet. Levelei átellenesen állnak, tojásdadok, kihegyesedő csúccsal. Virágai belseje sárga, kívül fehér és rózsaszínnel futtatott; a virágok átmérője 1 cm, párosával állnak. Késő tavasszal virágzik. Termése sűrűn szőrös tok.

## Története
A növény Közép-Kínából származik, ahol kétszer is felfedezték. Először Senhszi-ben Giuseppe Giraldi jezsuita misszionárius, majd később Hupej nyugati részén Ernest Henry Wilson (1876-1930), aki jelentős számú keleti növényt ismertetett meg Európával. A növényt Richard Kolkwitz-ről (1873-1956), egy berlini botanika professzorról nevezték el.
Wilson támogatójának, a Veitch Nurseries-nek küldte el a növényt (vagy annak magját) 1901-ben Exeter-be (DNY-Anglia), ahol 1910-ben virágzott először.

## Felhasználása
Az Egyesült Államok keleti felén az első világháború után nagyon népszerűvé vált, szinte meghatározó volt a két világháború közötti kertépítészetben.
A cserje teljesen téltűrő, talajban nem válogat, de a meszes talajokat jobban kedveli.  Száraz időben meghálálja az öntözést. Nyitott, napsütötte fekvésbe való, szoliterként szépen érvényesül ívesen hajló ágrendszere.
Az idősebb ágakat ifjító metszés keretében tőből el kell távolítani. Kártevőkre és kórokozókra nem érzékeny. Vessződugvánnyal szaporítható.

## Fajtái
- K. amabilis 'Pink Cloud' - az alapfajnál nagyobb méretű sötét rózsaszín virágbimbós, általában ezt ültetik.
- K. amabilis 'Maradco' - aranysárga, majd vörös őszi lombszínnel[5]

## Képek

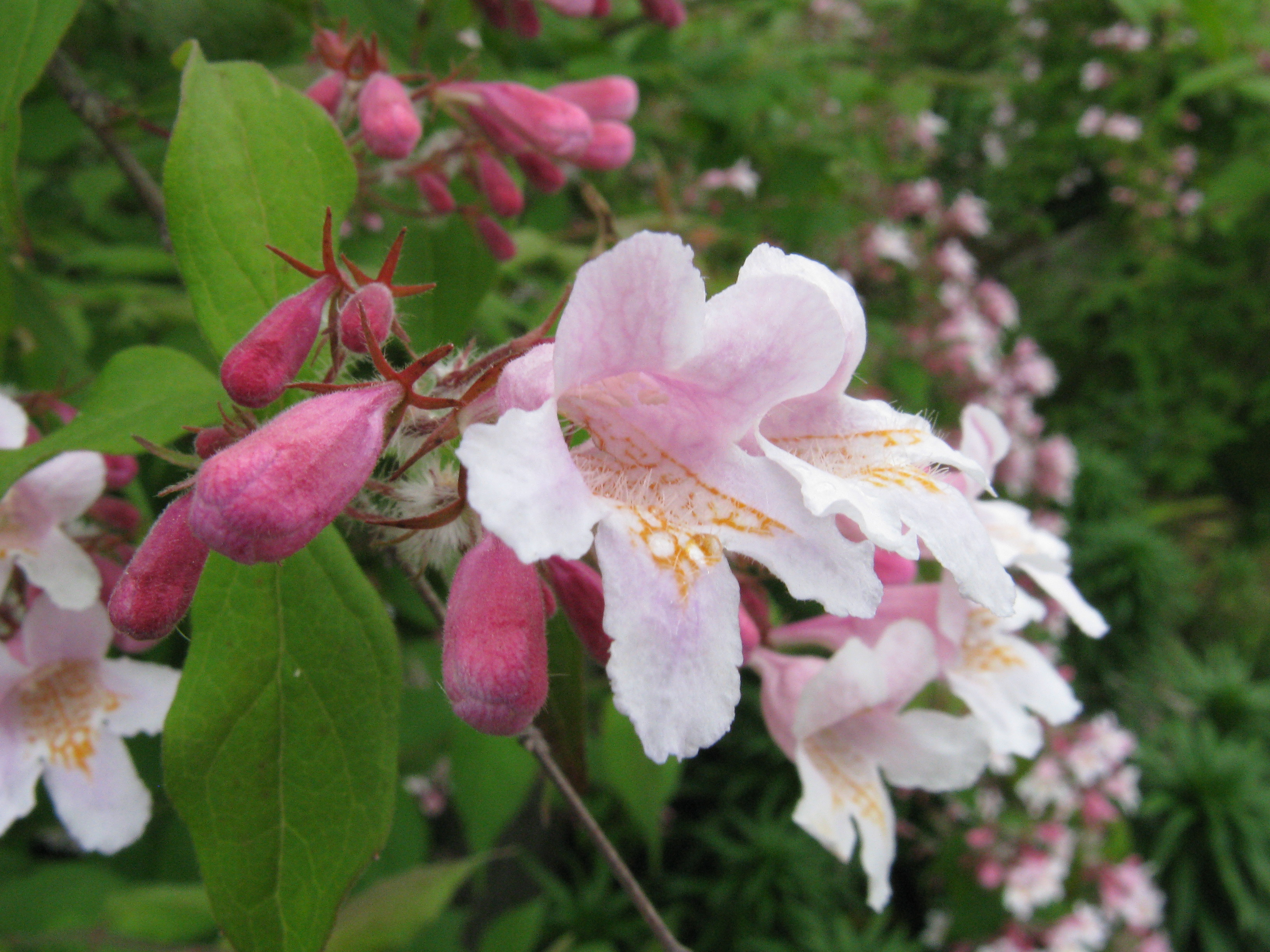
Szépségcserje virága
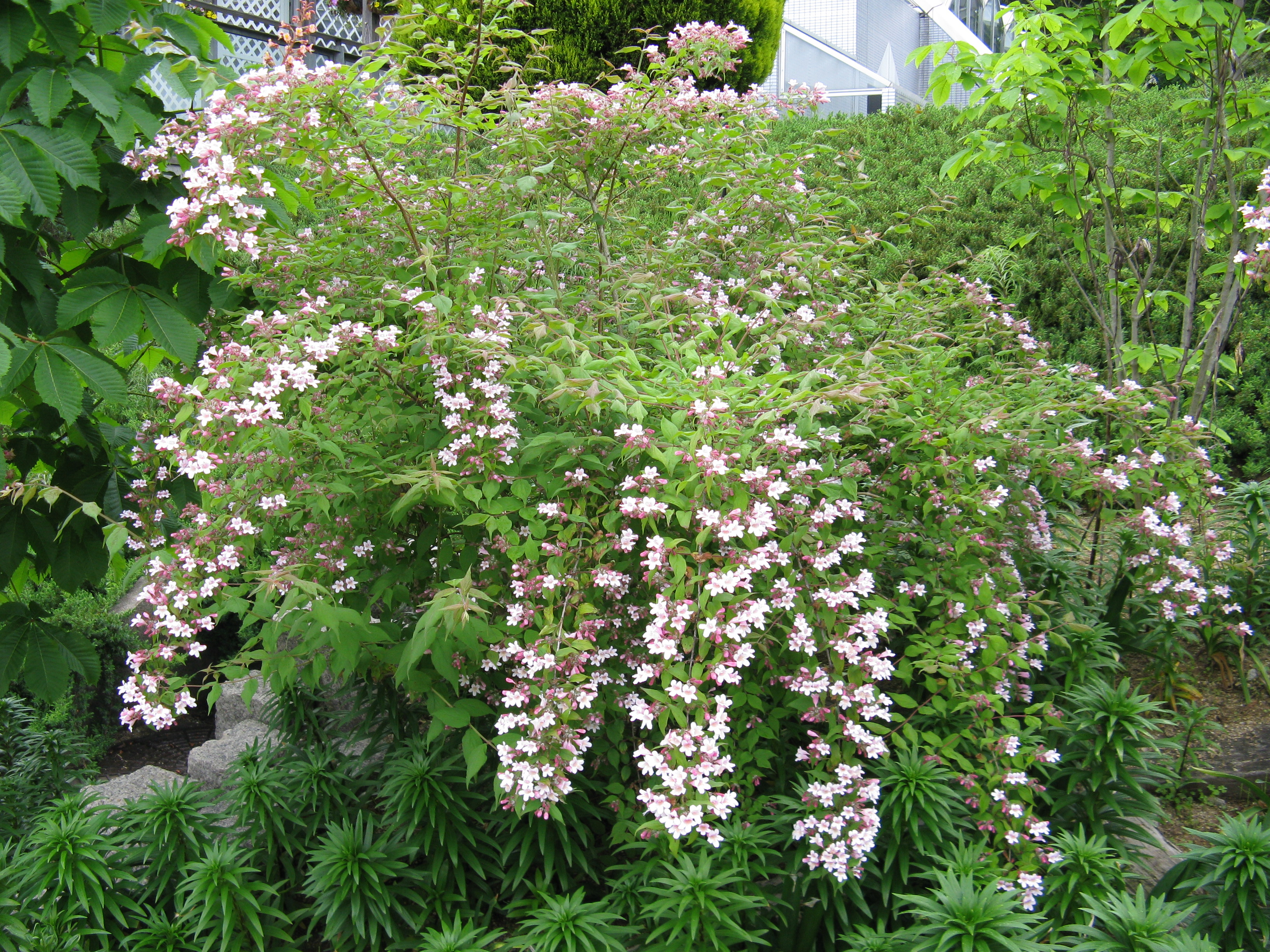
Habitusa

## Fordítás
- Ez a szócikk részben vagy egészben a Kolkwitzia amabilis című angol Wikipédia-szócikk ezen változatának fordításán alapul.  Az eredeti cikk szerkesztőit annak laptörténete sorolja fel. Ez a jelzés csupán a megfogalmazás eredetét és a szerzői jogokat jelzi, nem szolgál a cikkben szereplő információk forrásmegjelöléseként.